# Korczak Ziółkowski
Pour les articles homonymes, voir Ziolkowski.
Korczak Ziółkowski est un sculpteur américain né à Boston le 6 septembre 1908 et mort à Crazy Horse, Dakota du Sud le 20 octobre 1982, connu pour être le créateur et le sculpteur du Crazy Horse Memorial.

## Jeunesse
Personne ne sait avec précision si la famille de Ziółkowski est liée aux nobles polonais du clan Korczak, ainsi que son nom peut le laisser penser. Si une relation existe, des armoiries ont été offertes à une famille Ziółkowski en 1500 à Cracovie.
Ziółkowski, américain d'origine polonaise, est né précisément 31 ans après le décès de Crazy Horse, le 6 septembre 1908, de parents polonais, à Boston. Orphelin à l'âge de trois ans, il grandit dans une série de foyers d'accueil. Bien qu'il n'ait jamais reçu de formation artistique académique, ses talents de sculpteur se font remarquer alors qu'il est encore très jeune. Après des études à la Rindge Technical School, il devient l'apprenti d'un constructeur de bateau de Boston. Il commence à sculpter sur bois et, à l'âge de vingt ans, est devenu un fabricant de mobilier remarqué. Sa première sculpture sur marbre, réalisée en 1932, est un hommage au juge Frederick Pickering Cabot qui a inspiré le jeune Ziółkowski pendant son enfance dans les quartiers difficiles de Boston.
Ziółkowski déménage pour West Hartford, Connecticut, pour entamer sa carrière d'artiste professionnel. Il commence à vendre des sculptures sur commande en Nouvelle-Angleterre, à Boston et New York. En 1939, il assiste Gutzon Borglum lors des travaux d'excavation et de sculpture du Mont Rushmore, dans les Black Hills du Dakota du Sud, près de Keystone.

## LeCrazy Horse Memorial
En 1939, la sculpture en marbre de Ziółkowski représentant Ignacy Paderewski gagne le premier prix à l'Exposition universelle. Sa renommée ainsi que sa connaissance de la région des Black Hills incitent plusieurs chefs Lakota à l'approcher pour lui demander de réaliser un monument destiné à honorer les Amérindiens. Ziółkowski rencontre les chefs peu de temps après et commence les plans et ébauches de son monument. Il rencontre également Ruth Ross, jeune amatrice d'art, qui deviendra sa femme quelques années plus tard.
Ziółkowski met son projet en attente alors que les États-Unis entrent en guerre en 1941. Il s'engage dans l'armée des États-Unis et est blessé à Omaha Beach, en Normandie, France, en 1944.
En 1947, il choisit de s'installer dans les Black Hills et commence à chercher une montagne adaptée à son projet. Ziółkowski estime que les Wyoming Tetons constitueraient le meilleur choix, mais les Lakota souhaitent que le mémorial trouve sa place au sein des Black Hills, qui sont pour eux sacrées, sur une montagne de 600 pieds de haut (approximativement 196 m). Le monument est destiné à devenir la plus grande sculpture au monde. Une fois terminée, la tête de Crazy Horse représentera un volume suffisant pour contenir les quatre têtes des présidents du Mont Rushmore, chacune haute de 18 m.
Le 3 juin 1948 a lieu la première explosion, et le mémorial est dédié au peuple Amérindien. En 1950, Ziółkowski et Ruth Ross, qui est devenue volontaire sur le chantier, se marient. Le travail se poursuit lentement, Ziółkowski refusant l'aide financière du gouvernement fédéral. Il finance son projet en faisant payer l'accès au site.
Ziółkowski continue à travailler jusqu'à sa mort sur le chantier, due à une crise cardiaque, en 1982. Il est alors enterré dans une tombe creusée à la base de la montagne. Après sa mort, sa femme Ruth reprend le projet en tant que directrice de la Crazy Horse Memorial Foundation. Sept de leurs dix enfants poursuivent les travaux et/ou sont impliqués dans la fondation.
En 2015, la tête est complètement terminée, et les travaux continuent. Pour achever ce projet, il resterait encore une cinquantaine d'années de travail.

## Sources bibliographiques
- (pl) Aleksandra Ziolkowska-Boehm, Nie tylko Ameryka [« Pas seulement l'Amérique »], Warszawa, Dom Książki, 1992, 155 p. (ISBN 978-83-900358-1-9, OCLC 30548223)
- (pl) Aleksandra Ziolkowska-Boehm, Otwarta rana Ameryki, Bielsko-Biała, Wydawn. Debit, 2007, 155 p. (ISBN 978-83-7167-556-0, OCLC 30548223)
- (en) Aleksandra Ziolkowska-Boehm, Open wounds : a Native American heritage, Pierpont, S.D, Nemsi Books, 2009, 325 p. (ISBN 978-0-9821427-5-2)
- (en) Aleksandra Ziolkowska-Boehm, Open wounds : a Native American heritage, Pierpont, S.D, Nemsi Books, 2009, 325 p. (ISBN 978-0-9821427-5-2)
- (en) Korczak - Storyteller in Stone sur le site officiel du Mémorial.
- Notices d'autorité :   - VIAF
  - ISNI
  - IdRef
  - LCCN
  - Pologne
  - NUKAT
  - WorldCat